# Slavin Cindrić
Slavin Cindrić (né le 10 août 1901 à Timișoara, à l'époque en Autriche-Hongrie, aujourd'hui en Roumanie, et mort le 29 avril 1942 à Zagreb en Croatie) est un footballeur international yougoslave (croate), qui évoluait au poste d'attaquant.

## Biographie

### Carrière en sélection
Avec l'équipe de Yougoslavie, il joue 5 matchs pour 3 buts inscrits, entre 1920 et 1928.
Il figure dans le groupe des sélectionnés lors des Jeux olympiques de 1920, de 1924 et de 1928. Lors du tournoi olympique de 1920 organisé en Belgique, il joue un match face à la Tchécoslovaquie. Puis lors du tournoi olympique de 1928 organisé à Amsterdam, il joue un match face au Portugal. En revanche, il ne joue aucun match lors du tournoi olympique de 1924 qui se déroule à Paris.
Le 30 mai 1926, il inscrit un triplé face à la Bulgarie en match amical.

## Palmarès
Građanski
- Championnat de Yougoslavie (2) :
  - Champion : 1923 et 1926.
  - Vice-champion : 1925.